# Jieren
Jieren (kinesiska: 杰仁, 杰仁苏木) är en socken i Kina. Den ligger i den autonoma regionen Inre Mongoliet, i den norra delen av landet, omkring 570 kilometer nordost om regionhuvudstaden Hohhot.
Genomsnittlig årsnederbörd är 510 millimeter. Den regnigaste månaden är juli, med i genomsnitt 138 mm nederbörd, och den torraste är januari, med 4 mm nederbörd.